# Iduna (Drachten)
Iduna is een poppodium in Drachten in de Nederlandse provincie Friesland.
Het poppodium beschikt over een grote zaal met een capaciteit van 600 personen, een kleine zaal met café met een capaciteit van 150 personen en oefenruimtes. Iduna is een van de Nederlandse kernpodia en onderdeel van welzijnsorganisatie 'Maatschappelijke Onderneming Smallingerland' (M.O.S.). De zaal is gevestigd aan de Oliemolenstraat 16 in Drachten maar Iduna organiseert ook evenementen op diverse andere locaties in Smallingerland.

## Geschiedenis
Iduna begon in maart 1983 in een kleine boerderij aan de Noorderdwarsvaart in Drachten als jongerencentrum. De functie van Iduna was toen een ontmoetingscentrum voor jongeren, met vrijwilligers en medewerkers denkend vanuit de jongerenproblematiek. Tien jaar later verhuisde Iduna naar de huidige locatie aan Oliemolenstraat. Iduna deed meer en meer afstand van de functie als jongerencentrum en groeide tot een Poppodium met vele verschillende activiteiten.
Sinds de jaren 2000 vinden jaarlijks meer dan 100 producties plaats van nationale en internationale artiesten. Het aanbod is breed: theater, film en natuurlijk muziek in alle uiteenlopende stijlen. Daarnaast zijn er mogelijkheden om de zaal voor eigen producties te huren, er zijn twee oefenruimtes voor beginnende bands beschikbaar.

### Evenementen
In 2009 organiseerde Iduna haar eerste buitenfestival 'Dencity'. Dit vond plaats op het Kiryat Onoplein. Na enige omzwervingen is Iduna vanaf 2012 neergestreken het Thalenpark, gelegen aan de achterzijde van het poppodium. In de loop der jaren heeft Iduna ook 'Popcity' en de 'Jûn fan Peije' ontwikkeld.

### Bands
In de historie van het podium hebben vele bekende bands opgetreden in Iduna. Bands die in de (recente) geschiedenis in Iduna hebben gespeeld zijn onder anderen Skid Row, U.D.O., Death Angel, Geoff Tate (ex-zanger Queensrÿche), Fear Factory. Bill Wyman, Ignite, Lamb of God, Type O Negative, Kamelot, Arch Enemy, Anthrax, Kayak, New Cool Collective, The Adicts, Van Dik Hout, De Dijk (band), Living Colour, Opgezwolle, Grandmaster Flash and the Furious Five en leden van Wu-Tang Clan's geassocieerde acts.

### Huisstijl
Ter gelegenheid van het veertigjarig bestaan kreeg Iduna in oktober 2023 een nieuwe huisstijl, geïnspireerd op het nummer Shout van Tears for Fears. De meest opvallende eigenschap is de omgekeerde ‘A’ en ook komt de ‘A’ voortaan terug in de Friese naam "poppoadium". De huisstijl maakt daarmee actief gebruik van de Friese taal, in lijn met het provinciaal beleid om het Fries te stimuleren. De nieuwe huisstijl werd in juni 2025 bekroond met een bronzen prijs op de European Design Awards in de categorie typografie.